# Thor Salden
Thor Salden (Amberes, 28 de noviembre de 1997), es un cantante belga de Schoten. Thor participó en el Festival de Eurovisión Infantil en 2006 organizado en Bucarest con la canción "Een tocht door het donker". Aunque obtuvo el séptimo lugar. Consiguió los puntos de todos los países, con un máximo de 10 puntos de Croacia.

## Carrera
En dicho festival Infantil fue subastado para fines caritativos en Bruselas para ingresar a un Estudio de Música. Durante semanas se levantó el número 2, y tuvo que dejar a Clouseau y Rosa. Sólo en la decimoquinta semana Thor subió al primer lugar. En la misma semana que recibió un disco de oro por el número de descargas legales y sencillos vendidos. Thor un cantante de lengua Flamenca es el artista más joven que nunca ganó un disco de oro. Él escribió la canción durante un paseo con su abuelo.
Uno de los sueños de Thor era cantar alguna vez a dúo con los muchachos de X! NK que participaron en el Festival de Eurovisión Infantil en 2003. También es un gran fan de Lordi, ganó el Festival de Eurovisión 2006. Fue un invitado en el show del año y fue visto en una sola instancia en la que fue una canción interpretada por Raymond van het Groenewoud, cantante cuando que fue Ketnetpop.